# Корач, Милорад
Ми́лорад Ко́рач (серб. Милорад Кораћ / Milorad Korać; 10 марта 1969, Пожега, СФРЮ) — югославский футболист, вратарь. Участник чемпионата Европы 2000 года.

## Карьера

### Клубная
Профессиональную карьеру начал в клубе «Слобода» из города Ужице, в 1994 году перешёл в клуб «Бечей», за который затем выступал до 1998 года, после чего пополнил ряды клуба «Обилич» из Белграда, в составе которого затем, вместе с командой, стал вице-чемпион Югославии в сезоне 1998/99 и бронзовым призёром в сезоне 1999/00. В 2000 году переехал в Турцию, где продолжил карьеру в клубе «Эрзурумспор» из Эрзурум, в 2002 году перешёл в измитский «Коджаэлиспор», с которым 28 июня заключил двухлетний контракт. С 2003 по 2004 год выступал на правах аренды на родине в белградском «Хайдуке», затем с лета 2004 защищал цвета азербайджанского клуба «Хазар-Ленкорань», в составе которого провёл 14 матчей, пропустил 8 мячей и стал, вместе с командой, вице-чемпионом Азербайджана в 2005 году. В 2006 году завершил профессиональную карьеру.

### В сборной
В составе главной национальной сборной Югославии сыграл 1 матч в 2000 году. Был в заявке команды на финальный турнир чемпионата Европы 2000 года, однако на поле не вышел.

### Тренерская
После завершения карьеры игрока работает тренером вратарей в клубе «Бежания».

## Достижения
«Обилич»
- Вице-чемпион Югославии: (1): 1998/99
- Бронзовый призёр чемпионата Югославии: (1): 1999/00

«Хазар-Ленкорань»
- Вице-чемпион Азербайджана (1): 2004/05